# Pseudoligosita plebeia
Pseudoligosita plebeia är en stekelart som först beskrevs av Perkins 1912.  Pseudoligosita plebeia ingår i släktet Pseudoligosita och familjen hårstrimsteklar. Inga underarter finns listade i Catalogue of Life.